# Jean Gailhac
Jean-Pierre-Antoine Gailhac (Béziers, 13 novembre 1802 – Béziers, 25 gennaio 1890) è stato un presbitero francese, fondatore, nel 1849, della congregazione delle Religiose del Sacro Cuore di Maria Vergine Immacolata.

## Biografia
Compì i primi studi nel collegio di Béziers, sua città natale, e nel 1818 entrò nel seminario di Montpellier: fu ordinato prete nel 1826.
Fu docente di teologia in seminario, ma dovette lasciare l'insegnamento per essersi rifiutato di prestare il giuramento, richiesto dal governo, secondo la Déclaration du clergé de France del 1682.
Da cappellano dell'Hôtel-Dieu di Béziers, ebbe modo di interessarsi alle condizioni delle prostitute e nel 1834 aprì per loro il rifugio Le Bon-Pasteur: nel 1851 organizzò anche una comunità di prostitute pentite dedite alla vita religiosa e la intitolò al Sacro Cuore.
Fondò anche un orfanotrofio femminile. Per la direzione delle sue opere caritative, Gailhac diede inizio alle congregazioni dei Preti del Buon Pastore e delle Religiose del Sacro Cuore di Maria Vergine Immacolata, ma solo l'istituto femminile riuscì a svilupparsi.
Gli ultimi anni della sua vita furono turbati dall'ostilità dei vescovi Lecourtier e de Cabrières verso la sua opera e dall'accusa di essere coinvolto nella morte di due suore.

## Il culto
Il processo ordinario per la beatificazione di Gailhac si tenne tra il 1949 e il 1951; la causa fu introdotta il 26 luglio 1953 e il 22 giugno 1972 fu promulgato il decreto sulle virtù eroiche del sacerdote.